# Thomas Mogendorff
Thomas Mogendorff (Enschede, 6 juni 1985) is een Nederlands shorttracker. Mogendorff is de zoon van ex-bondscoach Jan-Herman Mogendorff. 

## Carrière
In november 2006 werd Mogendorff namens Nederland uitgezonden naar de ISU wereldbekerwedstrijden in Montreal en Saquenay. Verder nam hij deel aan het Wereldkampioenschap voor landenteams 2006 en de Europese kampioenschappen shorttrack 2007.

## Persoonlijke records
| Afstand    | Tijd     | Datum    | Baan       | Land |
| ---------- | -------- | -------- | ---------- | ---- |
| 500 meter  | 43,308   | 12-11-05 | Bormio     | ITA  |
| 1000 meter | 1.27,897 | 20-11-05 | Den Haag   | NED  |
| 1500 meter | 2.25,021 | 18-12-04 | Heerenveen | NED  |
| 3000 meter | 5.16,271 | 25-09-04 | Nijmegen   | NED  |